# György görög királyi herceg
György görög királyi herceg, hivatalosan György görög és dán királyi herceg (görögül: Πρίγκιπας Γεώργιος της Ελλάδας; Korfu, 1869. június 24. – Saint-Cloud, 1957. november 25.) görög és dán királyi herceg, Kréta szigetének főmegbízottja a Görögországhoz való csatlakozás idején.

## Élete

### Származása és fiatalkora
György herceg 1869-ben született I. György görög király és Olga Konsztantyinovna orosz nagyhercegnő második gyermekeként. Édesanyja az orosz cári dinasztiából, édesapja a dán királyi házból származott, így viselte a dán hercegi címet, melyet utódaira is továbbörökített.
György herceget – a családban Goggy nagybácsit – eleinte testvéreivel együtt tanították, ám 1883-ban édesapja Dániába küldte, hogy a dán királyi haditengerészetben szolgáljon. I. György király öccsét, Valdemár királyi herceget bízta meg a fia felügyeletével. Valdemár tengernagyként szolgált a tengerészetnél; és egy életen át tartó szoros barátságot kötött unokaöccsével.
1891-ben György unokatestvére, Miklós orosz trónörökös, a későbbi II. Miklós cár távol-keleti körútra indult. Édesapja, III. Sándor cár az akkor az orosz flottánál hadnagyként szolgáló György herceget bízta meg azzal, hogy elkísérje fiát. Május 11-én, Japánban egy elmebeteg rendőr merényletet kísérelt meg a cárevics ellen. György herceg mentette meg a trónörökös életét azzal, hogy elhárította a szablyacsapásokat.
1896-ban György herceg két fivérével, Konstantinnal és Miklóssal együtt részt vett az első modern nyári olimpiai játékok megszervezésében, illetve mint tengerész, György felelt a hajózási sportokért.

### Kréta főmegbízottjaként

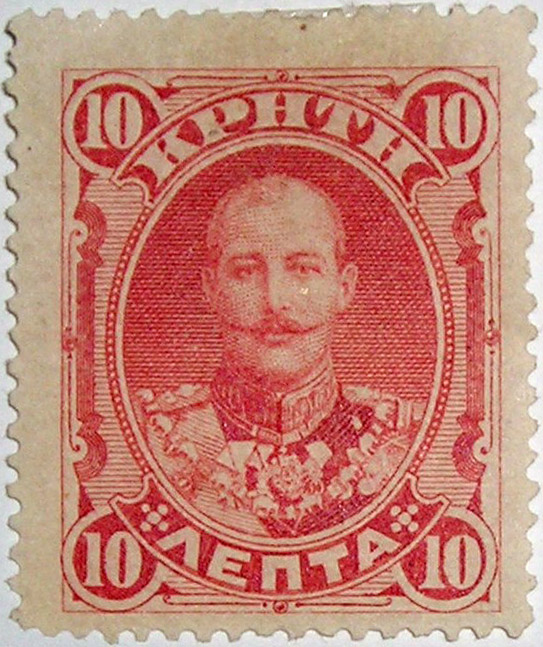
Bélyeg György herceg képével 1900-ból

1897-ben Kréta szigetén felkelés tört ki az oszmán uralom ellen. A görög kormány támogatta Kréta elszakadási szándékát az Oszmán Birodalomtól, ezért segítséget küldött a lázadóknak. György herceg a Helené hajó parancsnokaként azt a feladatot kapta, hogy a segítség megérkeztéig tartsa távol az oszmán flottát a görögök által kiszemelt kikötőtől. Ez viszont ahhoz vezetett, hogy az Ottomán Birodalom hadat üzent a Görög Királyságnak, kirobbantva ezzel a harmincnapos háborút.
Az európai nagyhatalmak a balkáni erők kiegyenlítése érdekében úgy határoztak, hogy a szigeten létrejöhet egy, a helyiek érdekeit védő görög önkormányzat (lásd: Krétai Állam), melyet azonban az oszmánok felügyelnek. A görög kormány György herceget bízta meg az önkormányzat vezetésével, a herceg főmegbízotti címet kapott. György 1898. december 21-étől kezdve töltötte be ezt a pozíciót, ám nem sokkal később a krétai lakosság elégedetlenkedni kezdett, ők ugyanis teljes elszakadást kívántak.
1901-ben György herceg megbízatását tíz évvel meghosszabbították, de a herceg a kényes politikai helyzet miatt egyre inkább a Körzeti Gyűlés kezébe helyezte a hatalmat. A herceg összetűzésbe került Elefthériosz Venizélosszal, az Enózisz vezetőjével és a krétai igazságügyi miniszterrel. Az ellentmondások Venizélosz és a herceg között még jobban megrendítették az amúgy is gyenge lábakon álló görög uralmat a szigeten; bár a közvélemény szerint a herceg pártatlan volt és kereste a békét, csakhogy Venizélosz ezt lehetetlenné tette.
1905-ben Venizélosz titkos gyűlést hívott össze az akkori főváros mellett, ennek nyomán felkelés tört ki. Az újonnan megalakult krétai csendőrség mindvégig hű maradt a herceghez, míg a krétai lakosság véleménye megosztott volt: az 1906-os választások során a herceg 38 127 szavazatot, míg Venizélosz 33 279 szavazatot kapott. 1906. szeptember 18-án brit nyomásra György herceg elhagyta Krétát, átadva posztját Alexandrosz Zaimisznek, a későbbi görög miniszterelnöknek. 1908-ban Kréta hivatalosan is csatlakozott Görögországhoz.

### Házassága

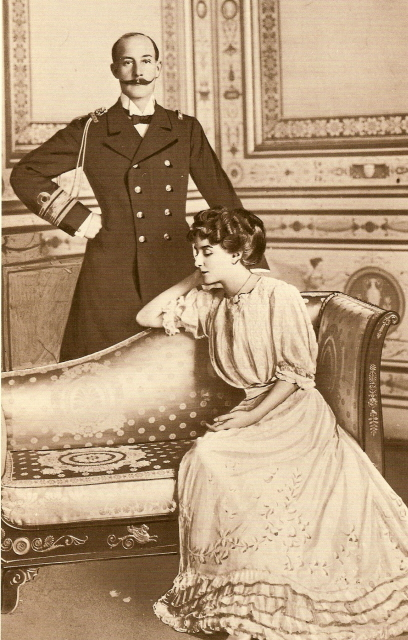
György herceg és felesége

1907. november 21-én Párizsban a herceg polgári esküvő keretében feleségül vette Bonaparte Mária hercegnőt, Lucien Bonaparte leszármazottját, aki rokonságban állt I. Napóleon császárral. A templomi menyegzőt december 12-én tartották meg Athénban. A házaspárnak két gyermeke született:
- Péter herceg (1908–1980)
- Eugénia hercegnő (1910–1988).

Marie valójában nem származott királyi vérből, hiszen édesanyja polgári család gyermeke volt, ráadásul a Bonaparték felemelkedésük előtt egyszerű korzikai parasztcsalád voltak. A frigyet ennek ellenére nem nyilvánították rangon alulinak, amiben valószínűleg szerepet játszott Marie családjának hatalmas vagyona. György és Marie családi élete eleinte boldogtalannak bizonyult: György feltehetően homoszexuális hajlamokkal, míg Marie kiterjedt baráti körrel rendelkezett. 1912-től kezdve a család felváltva lakott Athénban, Párizsban, Bernstorfban és Valdemár hercegnél. Kapcsolatuk gyermekeik születésekor valamelyest elmélyült, életük végéig szoros barátságban álltak. György herceg sokkal kevesebb teendőt vállalt, egyedül a Pánhellén játékok szervezésében vett részt, illetve ő képviselte édesapját V. György brit király 1911-es koronázási ünnepségein.

### Az első világháború után
A második Balkán-háborúban György herceg tengerésztisztként szolgált, az első világháború alatt – melyben Görögország semleges maradt – azonban Franciaországban élt családjával, kórházakat és jótékonysági intézményeket támogatva. Emellett a herceg országa nem hivatalos nagykövetévé lépett elő, az antanttal keresve a kapcsolatot. 1917. június 12-én azonban I. Konstantin királyt, György bátyját lemondatták. A görög trónt az antant Györgynek ajánlotta fel, mivel azonban a miniszterelnök Elefthériosz Venizélosz volt, a herceg nem fogadta el. Az új király így unokaöccse, Sándor lett. A királyi család számos tagja ennek ellenére is száműzetésbe kényszerült, sokan közülük György és Marie párizsi otthonában találtak menedékre.
1925-ben Marie megismerkedett Sigmund Freuddal, és kettejük között szoros barátság kötődött. Marie Freud hatására a pszichoanalízis egyik nagy hívévé és úttörőjévé vált. 1936-ban a száműzött királyi család hazatérhetett Görögországba, majd két évvel később György és Marie Krétára utaztak, ahol nagy lelkesedéssel fogadták őket. 1939-ben elhunyt György nagybátyja és legjobb barátja, Valdemár dán királyi herceg, mire György depresszióba esett. Időközben a nácik egyre nagyobb hatalomra tettek szert Németországban, majd később megszállták Ausztriát. Marie és György mindent megtettek annak érdekében, hogy Freudot és családját ki tudják menekíteni az országból. Nem sokkal azután, hogy a Freud család sikeresen Londonba érkezett, szeptember 23-án elhunyt a régóta beteg Freud.
A második világháború kitöréskor a herceg úgy döntött, hogy Párizsban marad, és támogatja a Vöröskeresztet. Franciaország kapitulációja miatt azonban a család kénytelen volt Görögországba költözni. 1941 februárjában a náci megszállás elől innen is menekülniük kellett: előbb Krétára, majd később Egyiptomba, végül Dél-Afrikába utaztak. 1944 októberében György és Marie visszatértek Európába, hogy a herceget megműthessék rákja miatt. 1945-ben végleg hazaköltöztek a kontinensre. Ismét Párizsban telepedtek le, ám György herceg hamarosan Dániába utazott, majd egy kanadai és Egyesült Államok-beli útra indult a feleségével, melynek során Marie több előadást is tartott a pszichoanalízisről.

### Halála
Élete utolsó évtizedében György herceg számos európai utazást tett, és aktívan részt vett a közéletben. Megjelent például I. Julianna holland királynő beiktatásán és X. Keresztély dán király temetésén is. 1954-ben visszatért Kréta szigetére felesége társaságában.
1957. november 21-én György és Marie az aranylakodalmukat ünnepelték, melyen részt vett a teljes királyi család és több ismerősük is. A herceg négy nappal később, november 25-én hunyt el. December 4-én helyezték örök nyugalomra Tatoiban, a királyi család temetkezési helyén. Georgioupoli városát utána nevezték el Krétán.

## Fordítás
Ez a szócikk részben vagy egészben  a   Jorge de Grecia című spanyol Wikipédia-szócikk fordításán alapul.  Az eredeti cikk szerkesztőit annak laptörténete sorolja fel. Ez a jelzés csupán a megfogalmazás eredetét és a szerzői jogokat jelzi, nem szolgál a cikkben szereplő információk forrásmegjelöléseként.